# گنجشک طلایی سودان
گنجشک طلایی سودان (نام علمی: Passer luteus) نام یک گونه از سرده گنجشک‌های راستین است.